# Историја Џибутија
Џибути је држава на рогу Африке. Граничи се са Сомалијом, Еритрејом, Црвеним морем и Етиопијом. У антици, Џибути је био део Земље Пунта. Територију данашњег Џибутија држали су локални господари до арапског освајања. Крајем 19. века постаје део Француског Сомалиленда. Независност стиче 1977. године.

## Стари век
Територија Џибутија била је настањена још у периоду неолита. Остаци керамике који потичу из средине 2. миленијума п. н. е. пронађени су на налазишту Аса Кома. Остаци костију сведоче да је становништво данашњег Џибутија чувало стоку средином 4. милениума п. н. е. Прва држава формирана на овим просторима је Пунт. Обухватао је обални појас данашње Сомалије, Џибутија, Еритреје, северне Етиопије и обалу Судана, а имали су територије и на Арабијском полуострву. О Пунту сведоче рељефи египатске краљице Хатшепсут у њеном храму у Деир ел Бахрију. Пунт је одржавао блиске везе са Египтом током владавина фараона Сахура и краљице Хатшепсут. Пунтом је током Хатшепсутине експедиције владао краљ Пареху и његова супруга Ети.

## Султанати Адал и Ифат
Ислам је на просторе Џибутија продро убрзо након хиџре. Најстарија џамија потиче из 7. века. Крајем 9. века, историчар Јакуби је написао да муслимани живе душ северне обале Рога Африке. Такође помиње Адалски султанат са седиштем у Зејли, лучком граду у регији Авдал (данашњи Сомалиленд, поред Џибутија). Ово је доказ да је Адалски султанат са седиштем у Зејли постојао још у 9. веку. Према И. М. Левису, државно уређење Адалског султаната било је слично уређењу Султаната Могадишу. Адалски султанат је током читавог постојања водио борбе са суседном Етиопијом. На врхунцу територијалног проширења, Адал је обухватао део данашњег Џибутија, Сомалије, Еритреје и Етиопије.
Султанат Ифат основала је Валашма династија 1285. године. Центар султаната била је Зејла. Обухватао је делове данашњег Џибутија и северне Сомалије. На југу се простирао до планина Ахмар. Султан Омар Валашма освојио је 1285. године Султанат Шева. Омар је покушавао да уједини исламске територије на Рогу Африке слично као што је етиопски цар Јекуно Амлак покушавао да уједини хришћанске територије у Етиопији. Између две државе дошло је до сукоба око области Шеве и јужнијих територија. Вишедеценијски рат завршен је поразом Султаната Ифат од стране етиопског цара Амда Сејона I (1332).

## Египатски ејалет и Француски Сомалиленд
Џибути је у 19. веку био у интересној сфери Египатског ејалета и Британске империје. Томе је допринело и отварање Суецког канала 1869. године. Међутим, француске трупе окупирале су Зејлу упркос протестима британског агента у Адену, мајора Фридриха Хантера, чији је задатак било очување египатских и британских интереса у Зејли и спречавање даљег ширења француског утицаја у том правцу. Етиопски цар Јоханес IV ратовао је са египатским кедивом Исмаил пашом који је желео овладати целим сливом Нила. Након победе у рату, Јоханес је потписао споразум са Британијом којим се обавезао да омогући евакуацију египатских снага из Етиопије и Сомалије. Египатски гарнизон повучен је из Таџуре коју следећег дана окупирају Французи.
Почетак француског присуства у Џибутију означио је истраживачки подухват Рошета Ерикура (1839—1842) у области Шоа. Француски интереси порасли су након ископавања Суецког канала 1869. године. Између 1883. и 1887. године Француска је потписала бројне уговоре са сомалијским и афарским султанима који су јој омогућили да прошири свој протекторат и на Таџуру. Након повлачења египатских снага из Таџуре, Французи окупирају град. Леонс Лагард је успоставио сталну француску администрацију у граду Џибути (Француски Сомалиленд). Разграничење са Етиопијом извршено је 1897. године током владавине цара Менелика II. Касније је споразум измењен током владавине Хајла Селасија.
Године 1896. центар француске администрације премештен је из Обока у Џибути који је имао луку са добрим приступом. Фрацуско-етиопска железница повезивала је Џибути са срцем Етиопије. Њена изградња отпочела је 1897. године. До 1917. године повезивала је Џибути и Адис Абебу. Након италијанске инвазије и окупације Етиопије долази до сталних сукоба између снага Француског Сомалиленда и Италијанске источне Африке. Почетком Другог светског рата Француска је пала под власт сила Осовине. Колонијом од 1940. године управља Вишијевски режим.
Следеће године се британске снаге боре против италијанске војске у Источноафричкој кампањи. Италијани су поражени, а вишијевске снаге у Француском Сомалиленду су изоловане. Вишијевски режим остао је на снази још годину дана све до краха италијанске управе у Африци. Британци блокирају луку Џибутија, али тиме нису успели спречити пролазак француских конвоја. Године 1942. око 4000 британских војника заузимају Џибути. Локални батаљон Француског Сомалиленда учествовао је у ослобађању Париза 1944. године.

## После Другог светског рата
Уочи проглашења независности суседне Сомалије, 1958. године одржан је референдум у Џибутију. Становништво је требало да се изјасни да ли је за припајање Сомалији или за наставак уније са Француском. Одлучено је да Џибути остане француска колонија. Извештаји сведоче о бројним изборним неправилностима. Французи су протерали хиљаде Сомалијаца пре референдума. Сомалијску струју представљао је Махмуд Харби који је погинуо у авионској несрећи две године касније, под сумњивим околностима. Године 1960. Али Ареф Бурхан постаје потпредседник Савета Владе Француског Сомалиленда и на том пооложају остаје до 1966. године. Француска је исте године одбацила препоруку Уједињених нација да призна независност Француског Сомалиленда. Августа месеца је француски председник, Шарл де Гол, посетио Сомалиленд, због чега долази до демонстрација и нереда. Де Гол је наредио да се спроведе други референдум. Французи су наместили резултате што је довело до нових демонстрација.
Убрзо након што је одржан референдум, 1967. године бивши Côte française des Somalis (Француски Сомалиленд) мења име у Territoire français des Afars et des Issas. У име колоније улази име народа Афари који су чинили велики део становништва. Положај генералног гувернера заменио је положај високог комесара. Трећи референдум одржан је 27. јуна 1977. године. Преко 98% гласача подржало је одвајање од Француске. Џибути је прогласио независност. Први председник државе постао је сомалијски политичар Хасан Гулед Аптидон.
Аптидон је увео једнопартијски систем у државу. У Џибутију 1991. године избија грађански рат између побуњеничке афарске групе (окупљене у Фронту за обнову јединства и демократију) са једне и владиних снага са друге стране. Сукоби су окончани 1994. године када су два члана Фронта ушла у нову владу. Аптидон је поднео оставку на место председника 1999. године, када је имао 83 године. Две године раније отпочео је његов пети мандат. Следећи председник био је Аптидонов нећак Исмаил Омар Гулех. Гулех је 12. маја 2001. године потписао мировни споразум којим је и званично окончан деценијски џибутански грађански рат. Фронт је представљао Ахмед Дини Ахмед, вођа побуњеника, бивши Гуледов политички савезник. Мир је потписан након преговора који су отпочели у Паризу 7. фебруара 2000. године.
На председничким изборима 8. априла 2005. године, Исмаил Омар Гулех је поново изабран за други мандат (6 година) на челу вишестраначке коалиције која је обухватала Фронт и друге велике странке. Лабава коалиција опозиционих странака бојкотовала је изборе.